# Cao Yunding
Cao Yunding (chiń. 曹赟定; ur. 22 listopada 1989 w Szanghaju) – chiński piłkarz, grający na pozycji lewego pomocnika. W sezonie 2021 występuje w klubie Shanghai Greenland Shenhua.

## Kariera juniorska
Yunding jako junior występował przez 5 lat w młodzieżowych drużynach Shanghai SIPG.

## Kariera klubowa

### Shanghai SIPG
Yunding grał dla Shanghai SIPG przez 5 lat. W barwach tego klubu został on najmłodszym strzelcem w historii chińskiego futbolu. W wieku 16 lat i 242 dni Cao zdobył bramkę w meczu przeciwko Wuhan Yaqi. Łącznie dla Shanghai SIPG Chińczyk wystąpił w 60 meczach i strzelił 7 goli.

### Shanghai Greenland Shenhua
Yunding przeniósł się do Shanghai Greenland Shenhua 1 lutego 2011 roku. W jego barwach zadebiutował w meczu Azjatyckiej Ligi Mistrzów przeciwko Kashimie Antlers. Zagrał w nim 15 minut. Pierwszą bramkę dla Shanghai Shenhua Cao zdobył 24 września 2011 roku w spotkaniu z Jiangsu Suning. Do 4 marca 2021 dla zespołu z Szanghaju wystąpił 278 razy i strzelił 30 bramek.

## Kariera reprezentacyjna
Yunding zaliczył występy w młodzieżowych reprezentacjach Chin: U17 (7 spotkań, 4 bramki) oraz U19 (8 spotkań, 2 bramki). 15 listopada 2016 roku zaliczył on debiut w seniorskiej reprezentacji Chin.
| Numer | Reprezentacja | Przeciwko        | Ranga                                | Data              | Gole | Asysty | Wynik (ziel. wygrane, żół. remisy, czer. porażki) |
| ----- | ------------- | ---------------- | ------------------------------------ | ----------------- | ---- | ------ | ------------------------------------------------- |
| 1     | Chiny         | Katar            | Eliminacje do Mistrzostw Świata 2018 | 15 listopada 2016 | 0    | 0      | 0:0                                               |
| 2     | Chiny         | Islandia         | Mecz towarzyski                      | 10 stycznia 2017  | 0    | 0      | 0:2                                               |
| 3     | Chiny         | Japonia          | Mistrzostwa Azji Wschodniej 2019     | 10 grudnia 2019   | 0    | 0      | 1:2                                               |
| 4     | Chiny         | Korea Południowa | Mistrzostwa Azji Wschodniej 2019     | 15 grudnia 2019   | 0    | 0      | 1:0                                               |
| 5     | Chiny         | Hongkong         | Mistrzostwa Azji Wschodniej 2019     | 18 grudnia 2019   | 0    | 0      | 2:0                                               |

## Sukcesy
- 2x Puchar Chin – z Shanghai Greenland Shenhua, sezony 2016/2017 i 2018/2019[9]